# Kendale Lakes
Kendale Lakes es un lugar designado por el censo ubicado en el condado de Miami-Dade en el estado estadounidense de Florida. En el Censo de 2010 tenía una población de 56.148 habitantes y una densidad poblacional de 2.510,58 personas por km².

## Geografía
Kendale Lakes se encuentra ubicado en las coordenadas 25°42′27″N 80°24′33″O / 25.70750, -80.40917. Según la Oficina del Censo de los Estados Unidos, Kendale Lakes tiene una superficie total de 22.36 km², de la cual 20.97 km² corresponden a tierra firme y (6.22%) 1.39 km² es agua.

## Demografía
Según el censo de 2010, había 56.148 personas residiendo en Kendale Lakes. La densidad de población era de 2.510,58 hab./km². De los 56.148 habitantes, Kendale Lakes estaba compuesto por el 92.12% blancos, el 2.24% eran afroamericanos, el 0.08% eran amerindios, el 1.4% eran asiáticos, el 0.01% eran isleños del Pacífico, el 2.4% eran de otras razas y el 1.76% pertenecían a dos o más razas. Del total de la población el 86.53% eran hispanos o latinos de cualquier raza.